# Зубр
Бізо́н європе́йський, або зубр (Bos bonasus) — європейський вид роду биків (Bos) родини бикових (Bovidae).

## Походження слова «зубр»
Українське «зубр» та давньоруське «ЗУБРЪ» походять від праслов'янського *zǫbrъ (того ж походження, за найпоширенішою версією, й слово «ізюбр»). Подібно звучать назви тварини у білоруській (зубр, зубар), сербській (зубар/zubar), словенській (zober), словацькій (zubor), чеській та верхньолужицькій мовах (zubr). Польське żubr, ймовірне, запозичення зі східнослов'янських мов: у разі питомо польського походження було б *żąbr. Праслов'янське *zǫbrъ порівнюється з литовським stum̃bras, латиськими stumrs, sumbrs, sũbrs, прусським wissambris, але походження його досі неясне. За одною з думок, споріднене прусське слово wissambris вважається архаїчнішим і зіставляється з давньоверхньонімецьким wisunt та давньоісландським visundr («зубр»), а початкове «st-» литовського та латиських слів пояснюється впливом лит. stémbia («він упирається») або stùmti («пхати», «штовхати», як і латис. stumt). У цьому разі припускається балтійське походження слов'янського слова. Друга версія порівнює *zǫbrъ з давньоіндійським jambālas («болото», «твань»), тлумачачи назву як «болотна тварина». Згідно з третьою версією, *zǫbrъ утворене від праслов'янського *zǫbъ («зуб», первісно — «гострий предмет»), що пов'язане з гострими рогами зубра.

## Родинні стосунки
Близький до бізона американського, з яким входить до одного роду. Обидва види можуть без обмежень схрещуватися, з цієї причини їх іноді розглядають як один вид.

## Опис

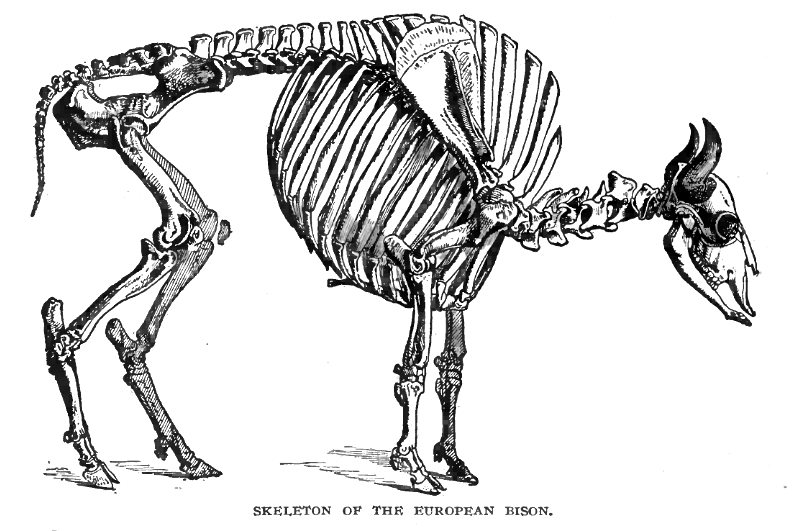
Скелет зубра

Зубр це великий і могутній бик. Його біловезький підвид вважається найбільшим серед усього роду Bison. Маса сучасних дорослих самців біловезького підвиду досягає 850 кілограмів, кавказького 700. Довжина тулуба 3 метри чи навіть більше, висота в плечах від 1,6 до 2 метрів. Дані про звичний для них ріст у 2 метри і масу до 1 тонни, що зустрічаються в енциклопедіях та довідниках, ґрунтуються на обмірах тварин у XIX — першій половині-середині XX століття. Сучасні зубри дещо здрібнішали й поступаються за розмірами як своїм предкам (і їхнім опудалам) так і сучасним американським бізонам атабаським (підвид американських бізонів).
Передня частина тіла в зубра краще розвинена — вона значно масивніша, вища та ширша від задньої, загривок та перед спини видається горбом. Живіт підібраний і не провисає. Голова тварини масивна, вкорочена, з широким, опуклим лобом, нахилена донизу. Роги в зубра невеликі та чорні, округлі, опуклі направлені вигином назовні (в сторони), а кінчиками догори. Вуха короткі й широкі густо зарослі шерстю. Очі маленькі й широко розставлені. Шия могутня, товста, без притаманного для багатьох биків відвислого підгрудку. Ноги в зубра дужі, товсті, водночас передні значно коротші задніх. Копита великі, опуклі, є також маленькі бокові копитця, які не досягають землі (рудименти). Хвіст у зубрів досить короткий з густою волосяною китицею на кінчику.
Крім рогів та копит, зубр вкритий густою шерстю і лише середина верхньої губи та передній край ніздрів голі. Спереду тулуба та на грудях шерсть довга і схожа на гриву, а на горлі та підборідді на бороду. Голова та лоб вкриті кучерявою шерстю. Ззаду шерсть коротка, що особливо впадає у вічі порівняно з довгою шерстю спереду, тож часом складається помилкове враження ніби задня частина в зубра гола, але це не так — уся шкіра в зубра вкрита шерстю.
Корови менші за биків на зріст, мають тонші та гладкіші роги. Шерсть на голові та шиї, а також борода менші ніж у самців. Зубренята відрізняються від домашніх телят великими головами, високим горбатим загривком та бородою, яка звішується з нижньої частини мордочки. Шерсть в молодих зубрів коротша, ніж у дорослих.
Літнє забарвлення зубра каштаново-буре. Голова помітно темніша за тулуб. Борода чорна, грива світло-каштанова. Зимове забарвлення темніше, окрім того, зимова шерсть довша, густіша та кучерявіша від літньої. Хвіст взимку також волохатіший.
Весняне линяння відбувається у середині травня — червні, водночас до червня стара шерсть вилазить настільки, що зубри здалеку здаються голими. У вересні шерсть коротка, але підшерсток такий густий, що крізь нього не видно шкіру. До зими шерсть видовжується, особливо в передній частині тіла й на головах у самців. Шерсть на холці зубрів стирчить догори, тому тварини здаються набагато вищими.
Наявність зубрів у певній місцевості можна побачити за їхніми слідами та послідом, а також за об'їденою папороттю — у східноєвропейських лісах і на Кавказі нині немає інших тварин, які б їли папороть. Послід зубрів дуже схожий на коров'ячий.

## Поширення

Сучасне поширення зубра

Попередником сучасного зубра був степовий первісний зубр, якого археологи часто помилково називають бізоном. Справжні, або європейські, зубри з'являються в європейському викопному літописі лише в останні 11,7 тисяч років, в голоцені, коли степові зубри разом з рештою плейстоценової фауни зникають. Зубр був поширений у давнину в лісах Європи, в Україні зник в XVI—XVII ст. За «Червоною книгою України» (2009) [Архівовано 8 грудня 2010 у Wayback Machine.], «Історичний ареал виду від Піренеїв до Зах. Сибіру, Англія і пд. Скандинавія».
В часи Русі зубр був звичайним у лісах. Проте у давньоруських джерелах цей звір не згадується. На противагу цьому, як пише М. В. Шарлемань, слово тур, переважно як додаток до імені князя 5 разів загадується у «Слові о полку Ігоревім» — пам'ятці давньоруської літератури ХІІ ст.  М. Шарлемань припустив, що під цією назвою значилися як власне тур так і зубр. На доказ цього Шарлемань подає випадок, коли візантійський нащадок трону Андронік Комнен приїхав 1154 року (за іншими відомостями в 1165 р.) до князя Ярослава Осьмомисла, цей князь разом з великим київським князем та іншими князями влаштували для свого гостя полювання на «турів». Водночас, візантійський історик з цього приводу написав, що Андронік під час свого перебування на Русі, вбивав «зумпров» — звірів багаточисельних у згаданій країні і розміром більших ніж ведмідь чи леопард. Проте як показав Karol Kollinger в описі перебування Андроніка в Руському літописі про "турів" не згадується.
М. В. Шарлемань вважав, що справжні тури на Русі зникли рано. На підставі вищенаведеної помилки Шарлемань вважав, що назва була перенесена на зубрів. Зубри ж на Русі водилися ще у XVІ ст. Мандрівник Г. Шедель в власній праці «Про Сарматію, регіон Європи», у XV ст. пише:
«Це правда, що в тих місцях, які частково лежать на півночі, водяться зубри. Вони гладкі, неприборкані та надзвичайно люті. Зубри ненавидять людській рід, бо багато хто з них (людей) харчується ними. Шкура у них лимонного кольору. Спереду вони мають розлогі та показні роги, які допомагають їм у бійках та повсякденному житті».
Г. Боплан в «Описі України» згадує так званих степових буйволів, які водилися ближче до кордону з Московією. Зважаючи на те, що тур на той час на території України вже зник, мова, напевне, йде про зубра. Про «турів» згадує і Д. І. Яворницький описуючи природні скарби Запоріжжя. В цьому випадку мова також напевне йде по зубрів.
Перші спроби охорони зубра були викликані винятково його мисливською цінністю і мають давні правові звичаї. Ще в ХІІІ ст. князь Володимир Волинський взяв під охорону Біловезьку пущу для охорони зубрів. Польський король Сигізмунд І лише повторив цей наказ 1538 року. Зубрів брав під охорону також Литовський статут 1529 року. В ньому був наявний 9 розділ, що називався «Про лови, пущі, про бортні дерева, про озера, про боброві гони, про хмільники, про соколині гнізда». Цим статутом за вбивство зубра винний мав сплатити дванадцять рублів грошей. Окрім того в деяких випадках, за вбивство звіра в пущі, винного очікувала смертна кара. Охоронявся зубр також, і зведенням законів Саксонського зерцала, що діяв на частині земель України в XVII—XVIII ст. згідно з яким, за вбивство зубра накладався штраф 12 рублів.
Викопні знахідки цього звіра досить рідкісні. Проте це, імовірно, пов'язано більше з малим обсягом досліджень ніж рідкісністю виду. Зокрема, кістки зубра відомі з розкопок у Меджибізькій фортеці.

Зубр завдяки розмірам був дуже зручним та вигідним предметом полювання, тож наприкінці XIX — на початку ХХ століття вціліло лише дві природні популяції — у Біловезькій пущі та на Північному Кавказі у верхів'ях річок Лаби та Білої. В Біловезькій пущі наприкінці XIX століття жило до 1700 голів — тварин охороняли і час від часу, влаштовували царські полювання. Саме з мисливською метою зубрів привезли також до Криму та до Гатчини. Часте полювання зменшило біловезьку популяцію до 737 особин станом на 1914 рік. Перша світова війна та пов'язане з нею браконьєрство призвели до катастрофічного скорочення поголів'я. 1917 року, у Пущі залишилося 168 зубрів, а в 1918 лише 76. Частину тварин було вивезено до Німеччини. В лютому 1919 року був вбитий останній вільний біловезький зубр. Приблизно тоді ж загинули невеликі популяції в Криму та Гатчині. Внаслідок громадянської війни припинилася охорона зубрів і на Кавказі. Браконьєри винищили основну популяцію до 1924 року, а 1926 року бачили останніх особин. Кавказький підвид зубра було знищено.

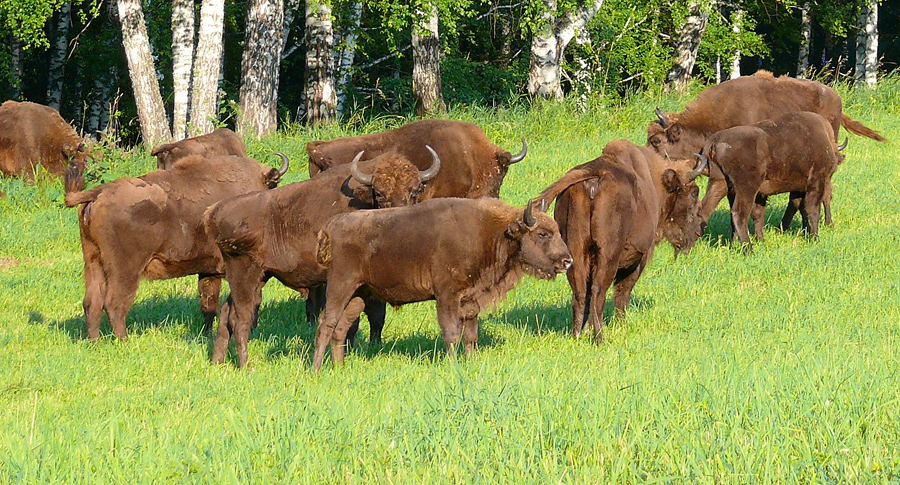
Типове стадо зубрів

Така велика та гарна тварина як зубр привертала до себе увагу, тож з'явився задум відродити цих тварин. У 1923 році виникло Міжнародне товариство з охорони зубра. Було здійснено облік усіх зубрів, що залишалися у зоопарках світу — було віднайдено 53 особини. До 1938 року чисельність зубрів збільшилася до 97 — 43 биків та 54 корів, до того ж лише один зубр, був народжений на волі 1913 року у Біловезькій Пущі. Зубр став одним з перших видів, який зберігся у зоопарках після винищення в природі. Великого удару зубрам завдала Друга світова війна, коли загинуло біля половини всього стада і лише по її закінченні, кількість зубрів почала поступово зростати. Спершу зубрів випустили на волю у Біловезькій Пущі, як в польській, так і в білоруській (тоді ще радянській) її частині. Пізніше в міру збільшення поголів'я, зубрів випустили і в інших місцевостях. Загалом можна сказати, що біловезький підвид зубра було врятовано.

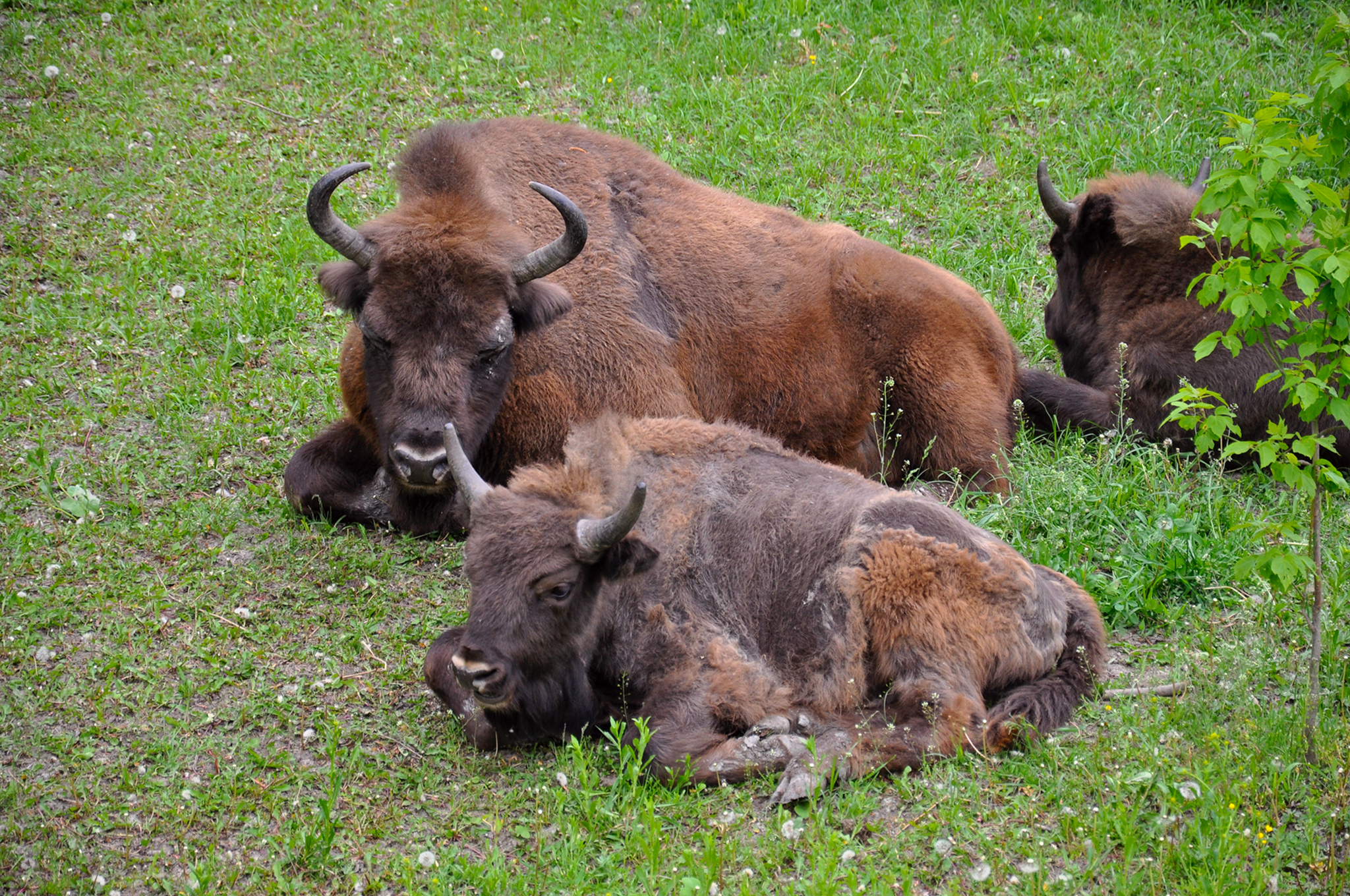
Зубри з Польщі у заповіднику Педуря-Домняске

По-іншому склалася доля кавказького підвиду. Чистокровних кавказьких зубрів після винищення природної популяції не збереглося. Щоправда, в деяких зоопарках були тварини з домішкою крові кавказького зубра — гібриди з біловезькими зубрами чи американськими бізонами. 1940 року, розпочалася робота з відновлення кавказького зубра методом племінної роботи та селекції завдяки поглинальному схрещуванню. Тварини загинули під час Другої світової війни, тож первісний підвид кавказького зубра було втрачено. Однак у другій половині XX століття було вирішено відновити кавказьку популяцію — було створене стадо з зубрів та зубробізонів, яких випустили в деякі заповідники на Північному Кавказі. З часом, прямо-таки за кілька поколінь, ці тварини, в яких майже не було крові кавказьких зубрів, почали дуже нагадувати підвид, який тут колись жив. Вони помітно змінилися морфологічно, а ще більше змінилася їхня поведінка. Отож, хоч за походження, популяція сучасних кавказьких зубрів не є спадкоємицею історичної, але морфологічно та поведінково схожа на неї.
В Україні на початок 1990-х років утримувалися 10 популяцій у Волинській, Київській, Чернігівській, Сумській, Львівській, Івано-Франківській, Чернівецькій та Вінницькій областях. Хоча вид має статус «Зниклий у природі», за тим же виданням виходить, що «Зараз зубр зберігся скрізь, крім Чернігівської області».
Популяція була відтворена на основі тварин, які збереглися на першу половину XX ст. у зоологічних парках і приватних угіддях. В Україні вид розселяють, починаючи з 1965 року. Вже 1988 року, в Україні на волі налічувалося близько 440 особин: у Волинській, Київській, Чернігівській, Сумській, Львівській, Івано-Франківській, Чернівецькій та Вінницькій областях. Перебуває в лісах з вирубками, луками та болотами. Тримається невеликими стадами — до 50 особин.
В Україні, станом на 2023 рік, найбільше стадо диких зубрів біловезького підвиду мешкає на землях Бродівського лісового фонду в Львівській області. Диких зубрів завезли на Львівщину ще в 80-х роках минулого століття з Литви в чисельності 12 особин. Наразі, всього в Україні їх налічується близько 400 особин. У 2022 році для збереження та збільшення популяції зубрів в Україні Міндовкілля затвердило окремий План дій, розроблений спільно з  громадськими екологічними організаціями та науковцями НАН України.

## Підвиди
Оскільки біловезький та кавказький зубри помітно відрізняються морфологічно, то їх розподіляють на два підвиди.
- Біловезький підвид (лат. Bison bonasus bonasus (L.)) більший, висота дорослих самців в плечах досягає 185—200 сантиметрів. Має видовжені копита довжина яких на передніх ногах дорослого бика 9-10,5 сантиметрів, на задніх 10-11,5 сантиметрів. Довжина бокових копитець на передніх ногах 4-5,5 сантиметрів, на задніх 4-5,5 сантиметрів. Волосяний покрив прямий, або часом слабозакручений на боках та в області тазу. Довжина бороди дорослого самця 37-40 сантиметрів, а волосся на нижній стороні шиї 18-25 сантиметрів. Забарвлення біловезького зубра відносно світле — сірувато-буре з охристим відтінком.

- Кавказький зубр (лат. Bison bonasus caucasicus) був легший, стрункіший та тонконогіший. Розміри менші — зріст дорослого бика в плечах близько 160 сантиметрів. Копита короткі, високі та заокруглені. Довжина передніх 7-8,5 сантиметрів, задніх 7,5-9 сантиметрів. Довжина бокових копитець, як передніх, так і задніх, 2,5-3,5 сантиметри. Шерсть дуже кучерява, на тілі закрутанці маленькі, на голові та шиї великі. Борода в кавказького зубра значно коротша, ніж в біловезького і не перевищує 25 сантиметрів, волосся на нижній стороні шиї до 15 сантиметрів. Забарвлення темніше ніж у біловежця, коричнево-буре з шоколадним відтінком. Дотепер чистокровні особини кавказького зубра не збереглися, лише в неволі є особини з домішкою крові цього підвиду. Теперішні кавказькі зубри є наново створеною популяцією з зубрів та зубробізонів. Однак дуже цікавим є те, що за кілька поколінь ця популяція зазнала суттєвих морфологічних змін і зараз за своїм виглядом та поведінкою дуже нагадує зниклих ще 1926 року, справжніх кавказьких зубрів.

## Ареал
Зубри історично мешканці дорослих змішаних лісів, водночас біловезька популяція мешкала в рівнинних, а кавказька у гірських лісах. Зазвичай, зубри обирають собі певну ділянку, переважно біля річки, на якій і пасуться. В разі нестачі корму тварини шукають собі нових ділянок. Болотистих місцин зубри уникають і відвідують їх лише в посуху коли навіть такі ділянки підсихають. В давнину, коли в європейських лісах ще жили тури, ці два види биків ділили між собою екологічні ніші — тури жили у вологих та болотистих низинах, а зубри у сухих лісах. Навесні зубри тримаються біля річок, а з початком літа переходять пастися у глибину лісу. В найбільшу спеку ховаються в найгустіших тінистих заростях. Від кусючих комах тварини рятуються в сухих місцях та в місцинах де ліси продуваються вітром.
Біловезькі зубри жили переважно у листяних лісах, кавказькі — в ялицевих з домішками буку, в'язу, грабу та інших листяних порід. Паслися вони здебільшого на галявинах та схилах балок, але водночас віддаючи перевагу найрівнішим ділянкам. Влітку кавказькі зубри піднімалися до верхньої межі лісів де було чимало корму, а самі тварини не страждали від спеки та докучливих комах.

## Спосіб життя
Полювання в зубрів відбувається наприкінці літа й на початку осені — в серпні-вересні. В сезон розмноження бики риють копитами землю, труться об дерева, б'ються між собою, але при цьому на відміну від домашньої худоби не ревуть. Як і в людей вагітність триває 9 місяців, тож пологи припадають на кінець квітня — травень. В корови народжується одне зубренятко яке вона рік вигодовує молоком, але дитинча не покидає матір протягом двох років, хоч на другий вже харчується самостійно. Статевої зрілості зубри досягають у шестирічному віці, іноді раніше. Охота в самиць трапляється раз на 3 роки.
Влітку зубри харчуються переважно травою і значно менше корою дерев, взимку їдять багато гілочок та кори, а часом можуть навіть їсти хвою. В наших широтах зубр — єдина тварина, що часто їсть папороть.
Більшу частину дня зубри сплять чи дрімають, хоч зрідка можуть пастися і вдень, але зазвичай на пашу чи до водопою вони йдуть під вечір, за три-чотири години до заходу сонця.
Історично зубри стадні тварини — навіть старі самці зазвичай трималися маленькими ватагами, а звичайними були стада в 6-8 та більше голів. В Біловезькій пущі траплялися стада до 50-60 голів, на Кавказі таких великих не було. Зараз зазвичай, популяції в заповідниках невеликі, що відбивається на розмірі гуртів, які утворюють тварини. Зазвичай стадо зубрів складається з корів, їхніх телят та молодих бичків 2-3 років. Дорослі самці тримаються окремо.
На відміну від домашніх корів зубри мовчазні тварини, мукають вони лише зрідка і дуже тихо — їх не чути за кілька десятків кроків.
До інших тварин, зубри ставляться вороже — особливо до інших великих травоїдних. В Біловезькій пущі біля годівниць зубрів знаходили трупи вбитих ними коней, лосів та оленів. Людей зубри зазвичай уникають, якщо людина підходить дуже близько, то можуть погрожувати — метеляти головою, наставляти роги, злостиво сопіти. Нападають на людей украй рідко.
Природними ворогами зубрів є ведмеді, вовки, леопарди (на Кавказі) та рисі. Жодна з цих тварин на одинці, не становить загрози для дорослого зубра, однак вони можуть полювати на молодь, а зграя вовків часом небезпечна навіть дорослим особинам.
Цікавою особливістю зубрів є те, що ці масивні тварини чудово стрибають.

## Полювання та охорона

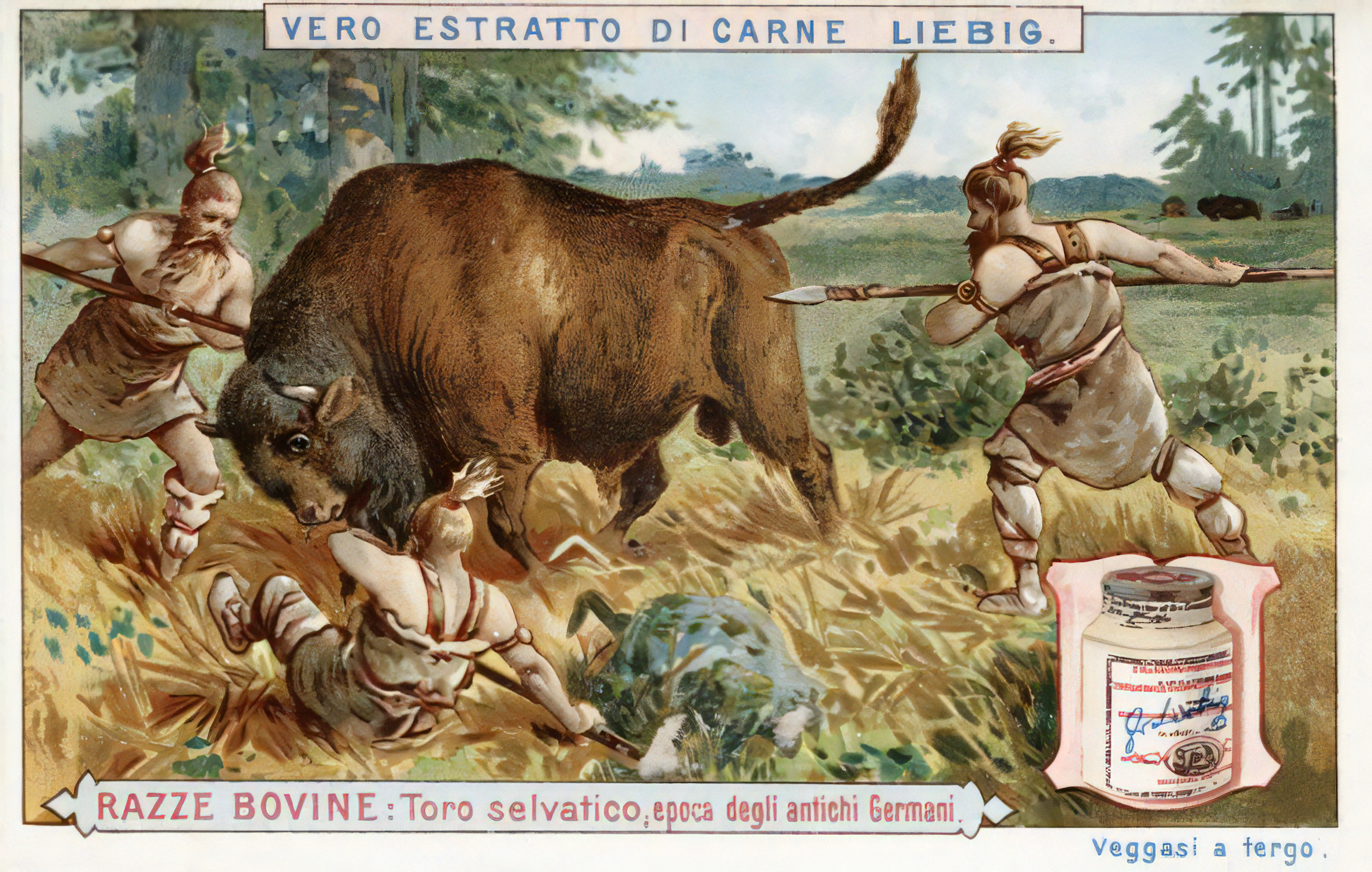
Полювання на зубра, Італія, бл. 1900 р.

Зубри були доведені до стану видів під загрозою зникнення через надмірний і некерований промисел. У більшості країн зникнення зубра відбулося протягом 17-19 століть, і остаточно вид був донищений у багатьох місцях під час першої світової війни. Таке становище вимагало заходів з охорони виду, разом із забороною полювання, заходи з відновлення втрачених популяцій, створення заповідних ділянок в місцях поселення цих биків.
Завдяки заходам, що запроваджуються, кількість зубрів у світі та в Україні поступово відновлюється. Зокрема, з 1965 р. їхня чисельність збільшилась на 350 голів.
Вид має кілька незалежних охоронних категорій. Він занесений до:
- Червоної книги України (постійно, починаючи з 1980 року),
- Червоної книги МСОП (постійно),
- Європейського Червоного списку (1991).

Ці статуси охорони не допомагають зубрам виживати. Зокрема, в Україні зубр став поширеним об'єктом полювання серед політиків та депутатів усіх рівнів, а також просто багатіїв. Через це чисельність виду знову стрімко скорочується. За останні 20 років зубр зник у багатьох місцях, де раніше його було відновлено.
Полювання на зубрів у багатьох країнах заборонено або обмежено. Це пов'язано з незначною стрімкістю розмноження тварин та дуже великим попитом на них як мисливських особин. Полювання на них дозволено лише у деяких країнах, наприклад у Білорусі, де популяцію цієї твоарини штучно розподілено на дві категорії. На зубрів другої категорії можна полювати попри охоронний статус виду в цілому. В низці країн дозволене полювання, проводиться в рамках так званого селекційного відстрілу. Як наголошують, кошти від відстрілу начебто йдуть на охорону зубрових стад. Проте досвід України показує, що такі полювання можуть переслідувати винятково мету отримання прибутку, завдяки корисливому використанню популяції зубрів.
Слід продовжувати розселення, створюючи невеликі, по 25-50 голів, стада, переважно, на великих за площею природно-заповідних територіях.

### Комерційний відстріл зубрів в 1990-х— початку 2000-х років в Україні
Різкому скороченню поголів'я зубрів в Україні в перші роки незалежності сприяло не тільки браконьєрство, а й відкриття державними чиновниками дозволеного комерційного полювання на зубрів. У 1991 р. Мінприродою України було затверджено «Положення про порядок обліку, паспортизації та видачі дозволів на переселення, добування (вилов, відстріл) з метою селекції зубрів», яке дозволяло проводити комерційний відстріл зубрів під виглядом селекційного відстрілу. Подібне полювання дозволялося не тільки громадянам України, але й іноземним мисливцям. На отримані в результаті комерційного полювання на зубрів доходи (планувалося відстрілювати тільки старих самців), передбачалося відкрити Фонд охорони зубрів. Проте Фонд так і не був створений, а комерційне полювання на зубрів перетворилося на справжнісіньке їх винищення; дозволи на селекційний відстріл зубрів видавалися Мінприродою України десятками при схваленні Національної комісії з Червоної книги України. У деяких областях України їх легально відстрілювали по 20 голів на рік. У підсумку, якщо в 1992 р. зубрів в Україні налічувалося 664 (за іншими даними — 685), то в 1995 р. — вже 659 голів, у 2002 р. — 325 голів, у 2005 р. — 303 зубри, 2007 року — 255 зубрів.

### Громадська кампанія на захист зубрів в Україні
На захист українських зубрів низкою громадських екологічних організацій України (Київським еколого-культурним центром, Екоправо-Київ, Дружиною охорони природи «Зелене майбутнє», Партією зелених України, волинською організацією «Зубр») було розпочато рух, головною метою якого було визнання незаконним і скасування «Положення про порядок обліку, паспортизації та видачі дозволів на переселення, добування (вилов, відстріл) з метою селекції зубрів». Для цього організовувалися пресконференції для ЗМІ, подано позови до суду і скарги в Генеральну прокуратуру України. Генеральна прокуратура України провела прокурорську перевірку, визнала дане Положення незаконним і домоглася від Мінприроди України його скасування. Київський еколого-культурний центр і Екоправо-Київ подали позов до суду на Державний комітет лісового господарства України і виграли суд. Окружний адміністративний суд Києва визнав комерційні ціни на відстріл зубрів незаконними і завдяки цьому, Державний комітет лісового господарства України був змушений їх скасувати. Комерційне полювання на зубрів в Україні було припинено. Разом з цим, екологи провели власний облік чисельності вільноживучих українських зубрів і довели, що їхня справжня чисельність, майже вдвічі менше заявленої, яку вказують лісники. Заради проповідування охорони зубра 2009 року, був проведений Рік зубра.

## Зубри і браконьєри
В Україні та суміжних країнах, зубри наражені на вплив браконьєрів. Через великі ризики браконьєрства, великі розцінки на незаконні полювання та значні штрафи у разі виявлення недостач, господарства не зацікавлені в участі у програмах зі збереження зубра. Окрім того серед самих мисливців трапляються браконьєри. Полювання на інших тварин також постійно непокоїть зубрів. З огляду на це, першочерговим завданням для охорони зубра, має стати розширення одиниць природно-заповідного фонду, де полювання на них заборонено.
Випадки браконьєрства на зубра в Україні майже ніколи не розслідуються, хоча цього вимагають і природоохоронні організації, і зоологи. Упродовж багатьох останніх років зубрів винищували під виглядом «селекційного відстрілу», що дозволявся в Україні з 2001 року і який не застосовують для жодного іншого виду ссавців. Це була особлива витончена форма браконьєрства, коли під таким приводом організовувалися полювання для сановитих і багатих осіб. Тепер такий звичай припинено.
Щорічно від рук браконьєрів в Україні гине до 30 зубрів, в тому числі і на Львівщині. А народжуються й доживають до продуктивного віку, близько 20 особин. За сучасного рівня браконьєрства, зубри повністю зникнуть до 2025 року. У відкритому листі до браконьєрів, природоохоронці 2008 року писали: «Шановні браконьєри, всі наші листи на захист зубрів до Мінприроди, Держкомлісгоспу, Прем'єр-міністрові й Президентові України, залишилися без уваги. Цих державних діячів не цікавить захист неповторної тварини. Через це в нас залишається лише остання розпачлива надія просити вас, шановні браконьєри, хоча б тимчасово припинити винищувати зубрів, дати їм можливість розмножитися». До «Червоної книги України» (2009) зубра внесено як винищений браконьєрами вид з категорією «Зниклий у природі». Причиною зникнення виду вказано: «браконьєрство і недбале ведення мисливського господарства».
Водночас найдієвішим способом боротьби з баконьєрством в місцях поширення зубра, є вичищення об'єктів ПЗФ від незаконно встановлених у них мисливських вишок, припинення незаконних полювань.

## Альтерантивне полюванню отримання прибутку зі стад зубрів
Зубр надзвичайно приваблива велика тварина, яка будить повагу та інтерес в звичайної людини. Саме на цьому засновано використання стад зубрів заради отримання прибутку від влаштування спостережень за ними, фотопленерів чи дитячих екскурсій. У Польщі, відвідини Бліовезької пущі, обов'язково супроводжуються огляданням зубрів, яких утримують в особливих вольєрах. В умовах України, велику популярність мають фотопленери та оглядання зубрів взимку в місцях підгодівлі.

## Факти про життя зубрів

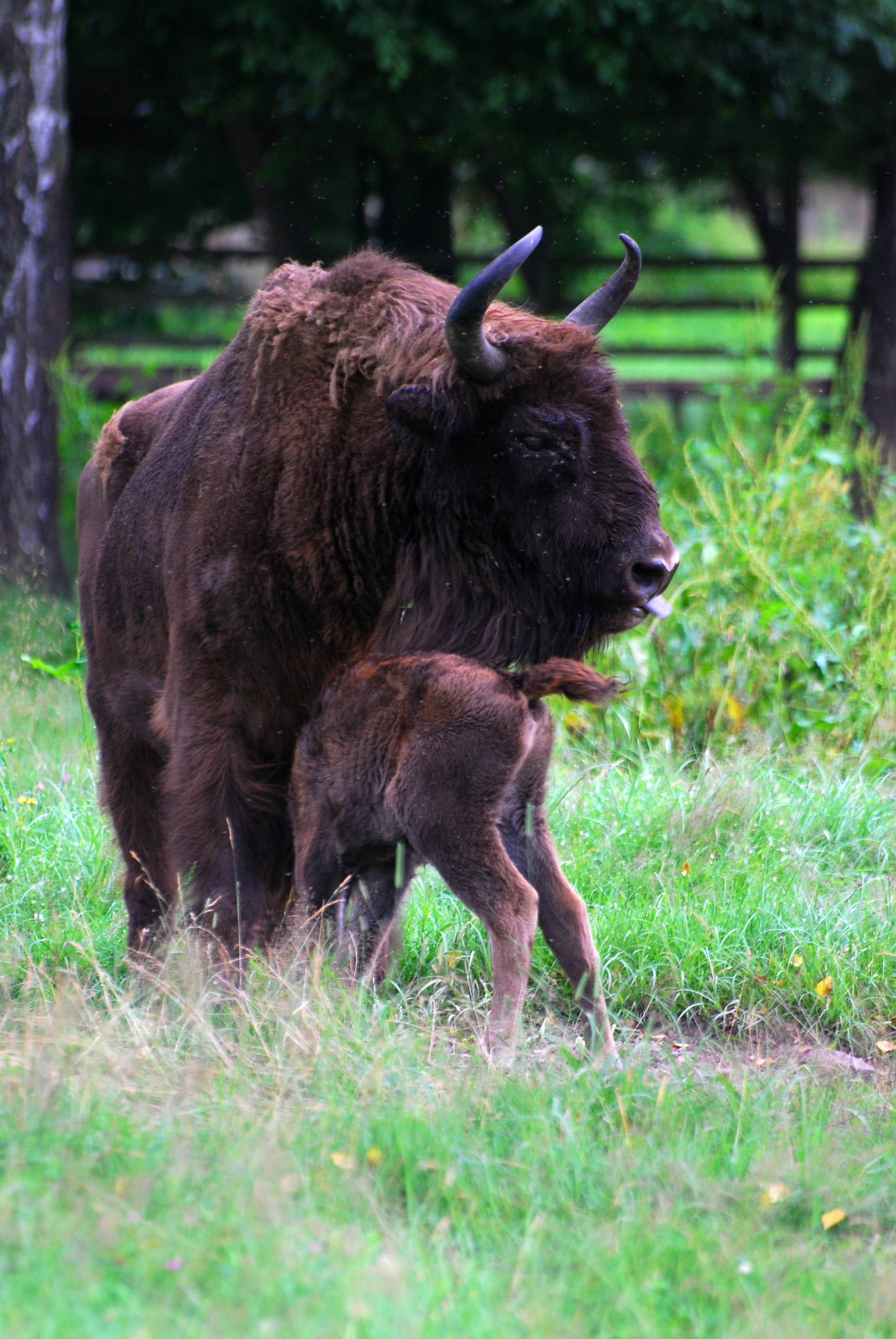
Зубриця з зубреням

- Довжина тулуба — 3 м
- Висота у холці — 2 м
- Висота у крупі — 1,6 м
- Маса — 1 тонна
- Тривалість життя — 23-25 років
- Гін — від середини липня до вересня
  - в наш час[коли?] чітка сезонність гону порушена
- Термін вагітності — 9 місяців (262—267 діб)
- Статеве дозрівання — 1,5-2 роки
- Максимальні розміри в 5-6 років
- Бик приблизно на 1/3 більше корови
- Перше отелення — в 4 роки
- За сприятливих умов розмножуються щорічно
- Жирність молока — до 12 %
- Годують телят до 5 місяців, інколи до року.
- Період репродукції:
  - корови — з 3 до 18 років
  - бика — з 5 до 15 років
- Вага телят при народженні — 19-25 кг
- Через 1,5 години після народження теля вже йде за матір'ю
- Теля їсть траву з 19-22 днів від народження

## Зубр в українській культурі та свідомості
Потужна тварина — зубр завжди будив повагу у людини. Слово зубр навіть набуло другого значення, під ним стали розуміти корифея заслужену людину, що споглядає на світ з висоти свого досвіду.
Зображення бика, імовірно зубра ми знаходимо на молдавських геральдичних знаках присутніх в Україні. Також зубри залишили слід в українській топоніміці. На території Львівської області протікає річка Зубра, від неї свої назви мають село в Львівському районі Львівської області та лісопарк у Львові поблизу нового житлового масиву Сихів. Топоніми, що зберегли ім'я зубра наявні також в Турківському районі Львівської області — с. Зубриця та на Буковині в назвах потоків та урочищ «Зубровиця», «Зубринець» та інше.
Зубр зображений на старовинному гербі Любомля Волинської області, гербі давньоруського міста Дорогичина і на гербі Ківерцівського району Волинської області. З надання Станіслава Авґуста Понятовського 30 квітня 1792 року жовтий зубр на блакитному полі був зображений і на гербі селища Калниболота. Звідси він перейшов на сучасний герб сучасного наступника Калниболота — Катеринополя Черкаської області. Зубр зображений на гербі та прапорі села Зубра Львівського району Львівської області.
В 1960-ті роки, зубр перетворюється на один з символів охорони природи України та СРСР загалом. В радянський час його зображення обов'язково було у більшості книг та матеріалах присвячених охороні природи в УРСР. 1970 р. у Києві з'явився найбільший в Європі пам'ятник зубру біля нового центрального входу до Київського зоопарку. Ця скульптура з бетону та гранітної крихти виконана скульптором Ю. О. Рубаном.
На відміну від сусідньої Білорусі образ зубра малоприсутній в щоденному життєвому просторі українця. 2003 року Нацбанк України випустив за ескізом Володимира Дем'яненка срібні монети номіналом 2 та 10 гривень із зображенням зубра. Зубр став логотипом щорічної конференції молодих вчених-зоологів, що організовується Інститутом зоології НАН України імені І. Шмальгаузена. У 2014—2019 рр. в Україні жваво діяла громадська природоохоронна організація — Дружина охорони природи «Зубр».
2012 р. лісники Житомирської області почали відновлення пам'ятника зубру в Пилявині. Спочатку встановили кам'яний постамент для плити, на якій викарбуваний напис про те вересневе полювання 1908 року. Згодом місцевий різьбяр вирізав з дерева голову зубра.

## Галерея

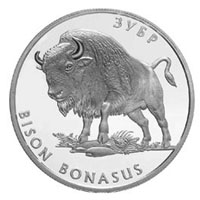
Монета України
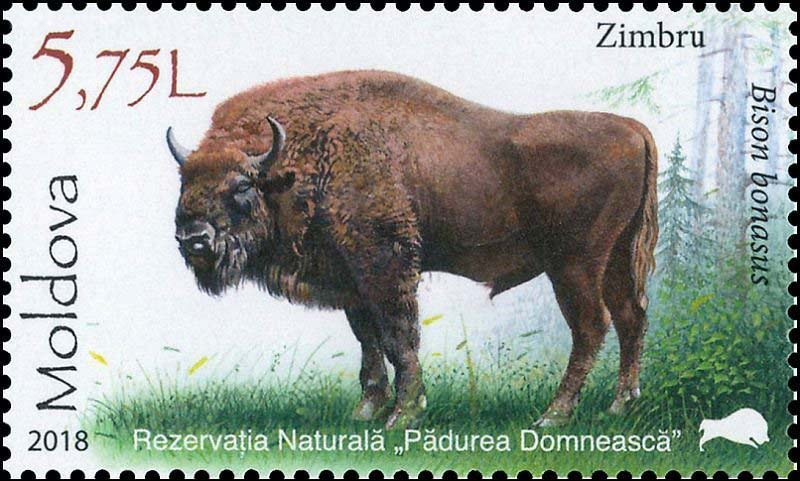
Поштова марка Молдови
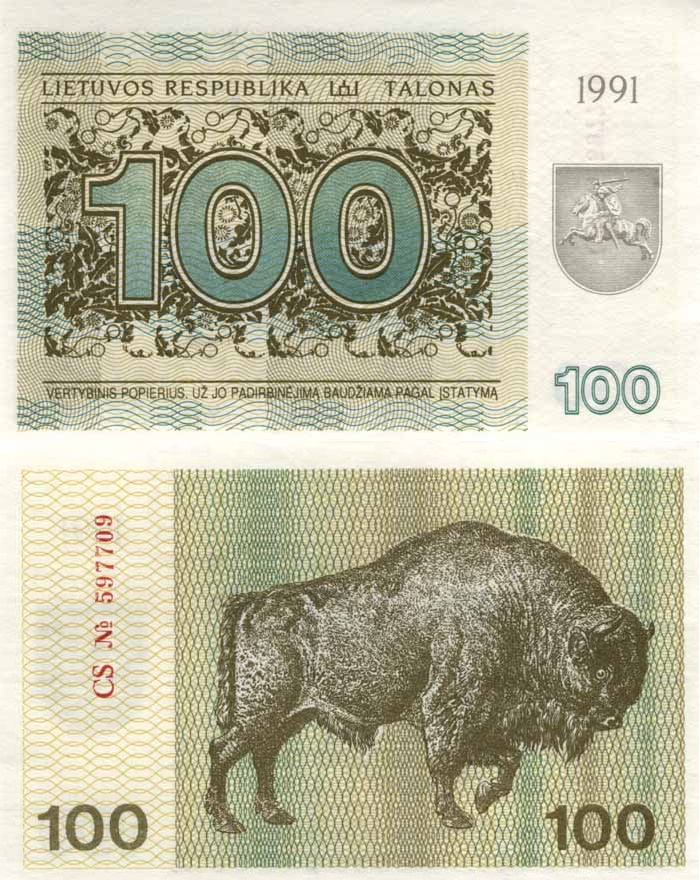
Литовський талон
Герб Берестейської області Республіки Білорусь
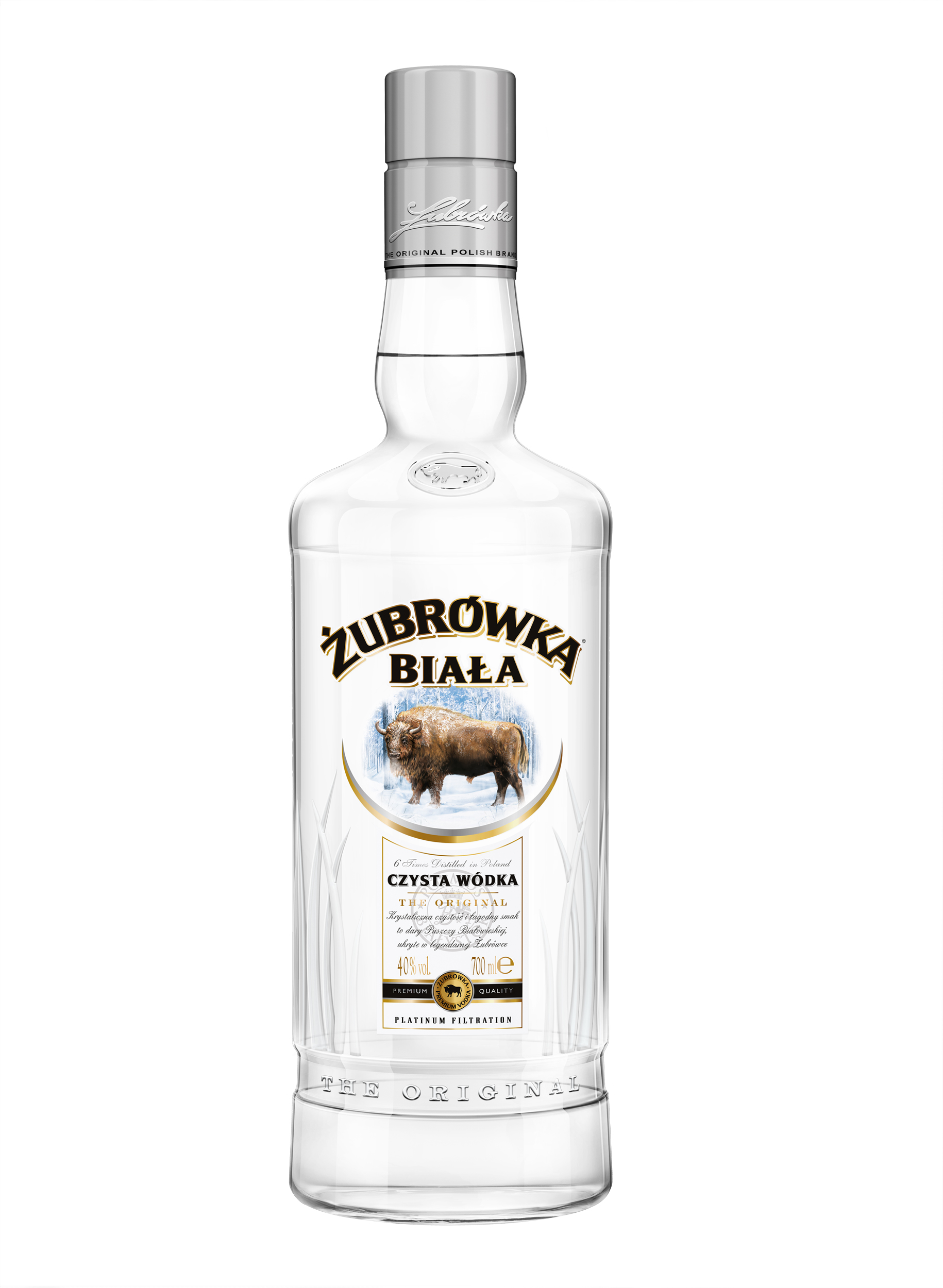
Зубрівка
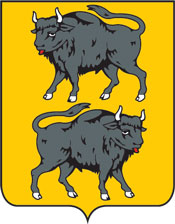
Герб міста Любомль (1938) Ковельського району Волинської області
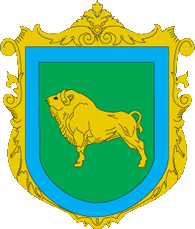
Герб Ківерцівського району Волинської області
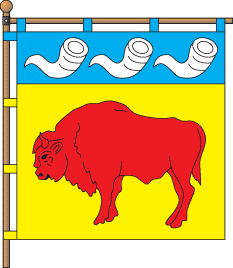
Прапор села Зубра Львівського району Львівської області України
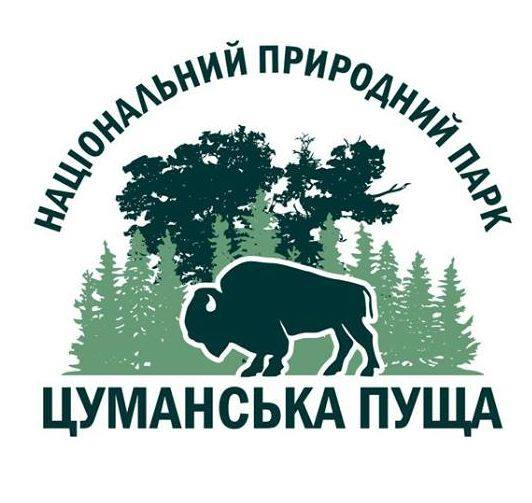
Логотип Національного природного парку «Цуманська пуща»
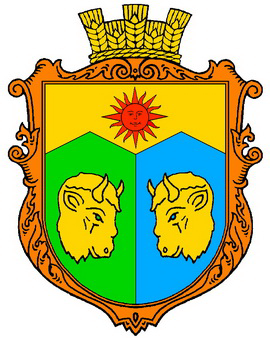
Герб села Зубриця Львівської області